# Sébastien Hamon
Pour les articles homonymes, voir Hamon.
Sébastien Hamon (23 février 1970 - 21 janvier 2005), alias Sebansky ou Seb est un journaliste et créateur de jeux français.

## Biographie
Il intègre la rédaction de Joystick, magazine de presse spécialisée dans les jeux vidéo, en 1990. Il marque alors de nombreux lecteurs par son style d'écriture, toujours teinté d'humour, et devient l'un des piliers de ce qu'on l'on appellera par la suite l'esprit Joystick. Très créatif, notamment au travers de plusieurs vidéos réalisées avec des moyens amateurs et distribuées en bonus sur les CD-ROM fournis avec le magazine, il est l'instigateur d'une phrase désormais connue de tous dans le monde du jeu vidéo[réf. nécessaire] : « Chez nous, à Joystick, les jeux vidéo, c'est notre passion ! », qu'il déclame à la fin de chaque vidéo,.
Toujours au sein de Joystick, il collabore à L'éclectique super valable et Abus dangereux, deux journaux à l'humour décalé qui seront distribués en encart dans le magazine, avant de le quitter pour y revenir quelque temps plus tard en tant que correspondant aux États-Unis. En 1998, il quitte définitivement l'équipe pour se consacrer à la création de jeux vidéo. Il intègre Gaumont-Multimedia où il participe, entre autres, à la sortie du jeu Les Visiteurs II. En 2001, il rejoint la société Xilam en tant que directeur de la création. Il travaille sur Stupid Invaders, l'adaptation en jeu vidéo du dessin animé Les Zinzins de l'espace. Touche-à-tout, il prend part au design, à la programmation et à la production du jeu qui sort en 2001 sur PC et Dreamcast. Il contribue aussi au jeu Oggy et les Cafards, sur Game Boy Advance, qui est annulé. Finalement, il quitte Xilam en 2003 pour fonder sa propre société de jeux vidéo : Nestor Studio.
Dans la nuit du 21 janvier 2005, il mit fin à ses jours après avoir laissé un message d'adieu sur son blog.[source insuffisante]
Sebansky est présenté en ces termes dans le sommaire du numéro d'avril 1991 de Joystick :

« Seb est un pilier de Joystick. Il est ambivalent à l'extrême : il teste des jeux, s'occupe du serveur, écrit des news, et trouve même le moyen d'être programmeur à ses heures perdues. C'est aussi un artiste de l'écriture, à chaque fois qu'il doit écrire un article, il va voir un membre de la rédaction, n'importe lequel, et annonce qu'il va écrire quelque chose. C'est une convention entre nous : on doit alors lui lancer un défi, du genre : « je parie que t'es pas cap' de citer le mot patrician dans ton article ». Et il le case. Mais pas n'importe comment, c'est tellement bien fait qu'à la lecture, on se dit qu'il n'aurait pas pu écrire l'article autrement, tellement c'est logique et parfait. Plus tard, il sera très connu et vous pourrez dire que vous le suivez depuis le début. »

— Rédaction de Joystick
En novembre 2017, J'm Destroy lui rend hommage dans son livre L'Âge d'or des jeux vidéo et de la presse spécialisée :

« Lors des premiers numéros de Joystick et de Joypad, au cours des bouclages, Seb était mon compagnon de galère. C'est souvent avec lui que je partageais des nuits blanches à jouer et à rédiger les derniers tests. Seb était un fou, mais un fou génial doté d'un incroyable humour qui chaque jour se transcendait dans ses textes. Il était capable de faire rire avec n'importe quoi, sur n'importe quoi ou n'importe qui, sans jamais être méchant, mais toujours en étant drôle, juste drôle. Seb avait surtout tout expérimenté, il avait tout essayé, persuadé (à juste titre) que c'était en pratiquant, en essayant, en profitant qu'on vit les meilleures expériences. De l'alcool à la drogue en passant par des expériences plus que borderline, Seb avait une expérience de la vie bien supérieure à la mienne et m'en faisait profiter. Seb est aujourd'hui disparu et souvent je pense à lui. »

— J'm Destroy